# Анакалипсис
Анакалипсис (англ. Anacalypsis) (полное название: Анакалипсис: попытка приоткрыть завесу саитской Изиды или исследование происхождения языков, наций и религий) — двухтомный трактат историка религии Годфри Хиггинса, опубликованный посмертно в 1836 году.
Первоначально напечатанный ограниченным тиражом в 200 экземпляров, он был частично переиздан в 1878 году и полностью переиздан ограниченным тиражом в 350 экземпляров в 1927 году.
В 1965 году издательство University Books, Inc. напечатало 500 экземпляров для США и 500 для Соединённого Королевства с примечанием редактора и послесловием.
Основной труд Хиггинса, созданный в духе религиозного синкретизма, был попыткой связать библейские повествования с доказательствами, появляющимися в других религиозных традициях. В труде автор рассматривает происхождение всех мифов, религий и мистерий, который представляет огромный кладезь классической эрудиции.
Автор был убежден, что высокая цивилизация процветала до всех исторических ведомостей. Он полагал, что ранее существовала самая древняя и универсальная религия, из которой возникли все более поздние вероучения и доктрины. Его исследования длились более 20 лет.
Он определял общие точки между мифами разных религий и сделал вывод о существовании изначальной цивилизации. Поскольку мы не находим четких археологических следов, по его словам, Атлантида исчезла под волнами. Первоначальная религия и знания, которые, по его мнению, соответствуют его идеалу, были бы искажены христианскими церквями. Хиггинс полагал, что все нелепости, описанные в Библии, в том числе и связанные с Христом, произошли во времена императора Константина I Великого, который, обладая неограниченной властью, имел возможность уничтожить или исказить все свидетельства реальной истории христианства.
В «Анакалипсисе» Хиггинс пишет: 

Сходство или, скорее, совпадение каббалистической, александрийской и восточной философии становится заметно при взгляде на общие для этих трёх систем догматы; они следующие: все вещи произошли из божественных эманаций. Из него проистекает основная сила, являющаяся образом Бога и источником всех последующих эманаций… Материя есть не что иное, как наиболее отдалённый результат творческой энергии божества. Материальный мир обрёл свою форму от непосредственной деятельности сил, далеких от первоисточника существования.

Мы не должны забывать, что в древних системах философия не могла быть отделена от религии, поскольку философия была религией, а религия была философией.— Арин. Наука о Боге. Том II. 2019